# Список міністрів фінансів Індії
У статті подано список міністрів фінансів Індії.
Міністр фінансів Індії — член індійського уряду, який безпосередньо керує Міністерством фінансів, готує проекти державного бюджету й відповідає за економіку країни в цілому. Від 2014 року цю посаду обіймає Арун Джетлі.

## Список міністрів фінансів Індії від 1947 року
| Ім'я                              | Фото | Період перебування на посаді |
| --------------------------------- | ---- | ---------------------------- |
| Рамасамі Кандасамі Шанмухан Четті |      | 1947—1949                    |
| Джон Матхаї                       |      | 1949—1951                    |
| Чінтаман Двараканат Дешмух        |      | 1951—1957                    |
| Тірувелор Таттаї Крішнамачарі     |      | 1957—1958                    |
| Джавахарлал Неру                  |      | 1958—1959                    |
| Морарджі Десаї                    |      | 1959—1964                    |
| Тірувелор Таттаї Крішнамачарі     |      | 1964—1965                    |
| Сачіндра Чодхурі                  |      | 1965—1967                    |
| Морарджі Десаї                    |      | 1967—1970                    |
| Індіра Ганді                      |      | 1970—1971                    |
| Яшвантрао Чаван                   |      | 1971—1975                    |
| Чідамбарам Субраманьям            |      | 1975—1977                    |
| Харібхай Мулджибхай Пател         |      | 1977—1979                    |
| Чоудхарі Чаран Сінґх              |      | 1979—1980                    |
| Рамасвамі Венкатараман            |      | 1980—1982                    |
| Пранаб Кумар Мукерджі             |      | 1982—1984                    |
| Вішванат Пратап Сінґх             |      | 1984—1987                    |
| Раджив Ганді                      |      | 1987                         |
| Нараян Дутт Тіварі                |      | 1987—1988                    |
| Шанкаррао Бхаврао Чаван           |      | 1988—1989                    |
| Мадху Дандавате                   |      | 1989—1990                    |
| Яшвант Сінха                      |      | 1990—1991                    |
| Манмоган Сінґх                    |      | 1991—1996                    |
| Джасвант Сінґх                    |      | 1996                         |
| Паланьяпан Чідамбарам             |      | 1996—1997                    |
| Індер Кумар Гуджрал               |      | 1997                         |
| Паланьяпан Чідамбарам             |      | 1997—1998                    |
| Яшвант Сінха                      |      | 1998—2002                    |
| Джасвант Сінґх                    |      | 2002—2004                    |
| Паланьяпан Чідамбарам             |      | 2004—2008                    |
| Манмоган Сінґх                    |      | 2008—2009                    |
| Пранаб Кумар Мукерджі             |      | 2009—2012                    |
| Паланьяпан Чідамбарам             |      | 2012—2014                    |
| Арун Джетлі                       |      | від 2014                     |